# Parco Rignon
Il parco Rignon è un piccolo parco urbano, di 46.200 m² di estensione, situato a Torino, a sud-ovest della città, nel quartiere di Santa Rita.

## Storia

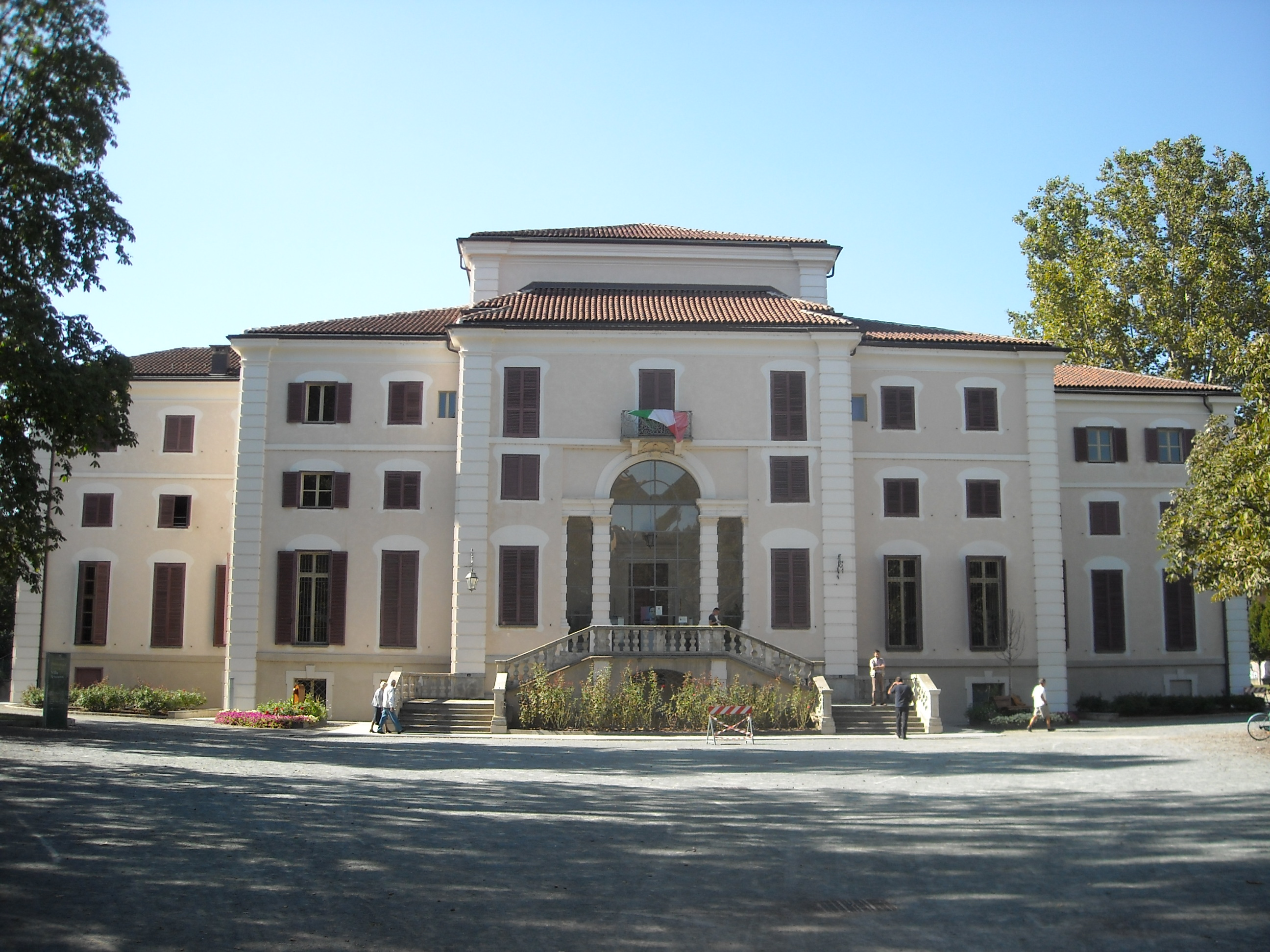
Villa Amoretti.

Nel 1650, l'area risultava ancora una semplice cascina rurale, quando l'acquistò tal Don Giambattista Amoretti, un giovane sacerdote ligure originario di Oneglia, da poco divenuto elemosiniere e diplomatico presso la corte ducale. Entrato nelle grazie del marchese Filippo San Martino di Agliè, di Madama Cristina di Francia e di Carlo Emanuele II di Savoia, il giovane prete, dotato di spiccata diplomazia e senso degli affari, sia a Torino che in Francia, fu altresì nominato abate di corte. Oltre la Casina Amoretti, fu nominato amministratore dell'Abbazia di Casanova di Carmagnola, nonché dell'Abbazia di Abondance in Alta Savoia, entrambe appartenenti all'Ordine Cistercense.
Fino alla sua morte, avvenuta nel 1686, l'abate finanziò i lavori di ristrutturazione della cascina, elevandola a "commenda", con pianta a "L". Come accadde per alcuni suoi nipoti, Lorenzo Giovanni Batta Amoretti Conte d’Envie e Benedetto Amoretti, anche questa proprietà finì in eredità, questa volta ad terzo nipote, tal Carlo Giacinto Amoretti, che finanziò un'ulteriore ristrutturazione dell'area dopo l'Assedio di Torino del 1706. Carlo Giacinto, nel frattempo divenuto marchese di Osasio, ebbe un primogenito, Giuseppe Antonio Amoretti, che però morì prematuramente, e alla proprietà quindi subentrò il secondogenito, il marchese Giambattista Amoretti di Osasio.

### L'attuale Villa Amoretti
Nel 1760, su volere del marchese Giambattista Amoretti di Osasio, partirono i lavori di costruzione dell'attuale Villa, situata al centro del parco, su dei progetti dell'architetto torinese Plantery, che già si era occupato di interventi urbanistici in città. L'edificio fu progettato su di un piano rialzato, accessibile da due scalinate simmetriche centrali, quindi sormontato ancora da due ampi piani di residenza.
Il marchese Giambattista Amoretti ebbe un figlio, Carlo, che fu anche ultimo marchese di Osasio, il quale ebbe a sua volta una sola figlia, la quale però morì presto nel 1807, lasciando quindi la villa in eredità ai famigliari di sua moglie, i Guasco di Castelletto d'Erro d'Alessandria, già decurioni di Torino. I Guasco, a loro volta, cedettero la villa nel 1828, comprensiva dei terreni circostanti, ai fratelli conti Pietro Amedeo e Paolo Luigi Rignone, o Rignon. La proprietà passò quindi a Felice, sindaco di Torino e senatore del Regno, ed Enrico Rignon; poi, nel 1899, al figlio di quest'ultimo, Vittorio.
Fu il conte Vittorio Rignon, che nel periodo 1900-1910 condusse degli importanti rimaneggiamenti a tutta la proprietà: la villa fu totalmente ristrutturata, mentre il parco circostante fu totalmente ridisegnato, con elegante giardino fiorito, in stile liberty, quindi dotato di cinta muraria con tre ingressi, uno principale sul Corso Orbassano, due laterali su Via Filadelfia e Via Piscina. La commenda originaria fu totalmente demolita, per dar spazio alle scuderie e all'edificio semicircolare, progettato dall'ingegner Giovanni Chevalley e destinato ad aranciera, ed ancor oggi visibile sul lato nord, ovvero vicino all'ingresso di via Filadelfia.
Nel 1970 il Comune di Torino riuscì ad acquistare la villa e i terreni circostanti e ne prese la gestione come parco pubblico cittadino, mentre l'edificio fu destinato a Biblioteca Civica e spazio espositivo, punto strategico del quartiere Santa Rita di Torino.
La stessa villa fu poi ulteriormente ristrutturata nel 2001, dotandola di sala riunioni sotterranea, e fu costruito un nuovo padiglione bibliotecario sul retro, nel 2005.

## Attività

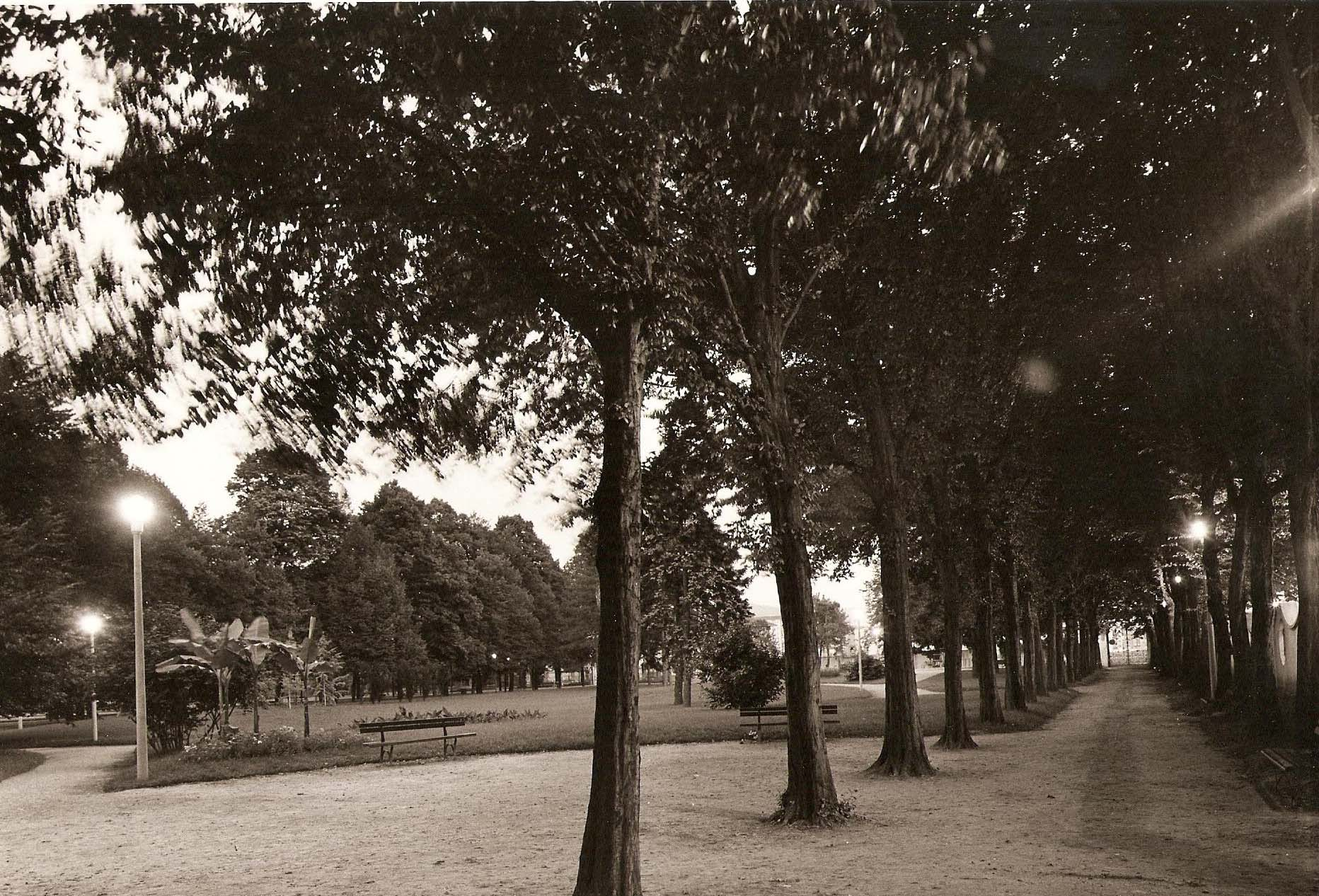
Anni '60: prime luci accese a Parco Rignon, progetto di illuminazione di Guido Chiarelli

Il parco, frequentato soprattutto per la Biblioteca, in estate è sede di eventi musicali e di altre manifestazioni di quartiere; è stata sede di lavori del Teatro Stabile e di varie importanti attività artistiche. Nel parco vi sono anche dei giochi per bambini ed una bocciofila.